# Marie-Séraphine du Sacré-Cœur
Marie-Séraphine du Sacré-Cœur (Trente, 11 septembre 1849 - Faicchio, 24 mars 1911) est une religieuse et mystique catholique italienne, fondatrice des sœurs des Anges. Elle est béatifiée le 28 mai 2011 par le pape Benoît XVI. Elle est fêtée le 24 mars.

## Biographie

### Jeunesse et difficultés
Née en 1849, Clotilde Micheli reçoit la confirmation dès l'âge de trois ans des mains l'évêque de Trente, Mgr Jean Nepomucène de Tschiderer. Lors de sa première communion en 1858, alors qu'elle est âgée de neuf ans, elle ressent une forte attraction pour la vie religieuse et commence à passer ses nuits en adoration eucharistique. Dans la nuit du 2 août 1867, dans l'église paroissiale de sa ville natale, la Vierge lui apparaît entourée d'anges et lui demande de fonder une congrégation religieuse qui aurait pour but l'adoration de Dieu.
Accompagné d'un ami, elle part pour Venise, où elle devient la fille spirituelle du futur patriarche Domenico Agostini, qui lui conseille de rédiger une règle. Mais, effrayée par cette idée, elle retourne dans sa ville natale sans rien écrire. En 1867, elle est transférée à Padoue aux côtés du père Angelo Piacentini qui devient son directeur spirituel jusqu'à sa mort en 1876. En 1878, elle découvre que ses parents souhaitent la marier à son insu. Elle fuit alors vers Epfendorf, dans le royaume de Württemberg, et y travaille comme infirmière dans une clinique tenue par les sœurs élisabéthaines. Elle y reste jusqu'à la mort de ses parents en 1885. L'année suivante, elle se décide enfin à fonder sa congrégation.

### Les Sœurs des Anges
En mai 1887, avec l'aide de sa nièce Giuditta, elle fonde un pèlerinage marial à Rome. En août, elle rejoint l'ordre des Sœurs Immaculées, où elle reçoit le nom de Marie-Assomption. Elle reste au sein de cet ordre jusqu'en 1891, puis sert comme mère supérieure du couvent de Sgurgola, dans le diocèse d'Anagni. Elle quitte ensuite le couvent sur les conseils du père Francesco Fusco, puis de rend à Piedimonte d'Alife et à Caserte, où elle fonde l'Institut des Sœurs des Anges, reconnu le 28 juin 1891 par l'évêque de Caserte, Mgr Enrico de' Rossi. Elle prend alors le nom de Marie-Séraphine du Sacré-Cœur. Au cours de sa vie, son ordre prospère : quinze maisons sont créées de l'Italie à l'Indonésie en passant par le Bénin.
Tombée malade en 1895, elle meurt finalement le 24 mars 1911, à l'âge de 61 ans.

## Luther et l'Enfer
Dans la soirée du 10 novembre 1883, jour du quatrième centenaire de la naissance de Martin Luther, la ville d'Epfendorf est en fête. Peu intéressée par ces cérémonies, Clotilde souhaite comme à son habitude se rendre à l'église pour prier et rendre hommage au Saint-Sacrement. Mais son église étant fermée, elle se rend dans l'église la plus proche sans voir que celle-ci est en fait un édifice protestant. Alors qu'elle prie, son ange gardien lui apparaît et lui dit : « Lève-toi et quitte ce lieu parce que c'est une église protestante. Je veux que vous voyez l’endroit où Martin Luther a été condamné et la peine qu'il subit en punition pour sa fierté ». Après ces paroles, elle vit un terrible abîme de feu, où étaient cruellement tourmentées d'innombrables âmes. Dans le fond de ce trou, il y avait un homme, Martin Luther, qui se distinguait des autres : « il était entouré par des démons qui l'ont forcé à s'agenouiller et tous, armés de marteaux, ont essayé, mais en vain, de lui enfoncer un gros clou dans la tête ». Pour la religieuse, « Martin Luther a surtout été puni pour son orgueil, qui est un péché capital et qui l'a amené à la rébellion ouverte contre l'Église catholique ».

## Vénération
Son procès en béatification est ouvert le 9 juillet 1990 par la Congrégation pour les causes des saints, sous le pontificat du pape Jean-Paul II. Le procès diocésain est ouvert du 1er octobre 1990 au 15 mars 1992. La phase romaine est ensuite ouverte le 2 juillet 1993.
Le 3 juillet 2009, le pape Benoît XVI la déclare vénérable. Elle est ensuite béatifiée le 28 mai 2011 lors d'une cérémonie à Bénévent, présidée par le cardinal Angelo Amato, représentant du Saint-Père.
Elle est commémorée le 24 mars selon le Martyrologe romain.